# اسکار فاکس
اسکار فاکس (انگلیسی: Oscar Fox Sr.; ۲۸ ژوئیهٔ ۱۸۸۹ – اکتبر ۱۹۴۷ (۵۸ ساله)) بازیکن فوتبال اهل بریتانیا بود.
از باشگاه‌هایی که در آن بازی کرده‌است می‌توان به باشگاه فوتبال برادفورد سیتی اشاره کرد.